# Sertularella sinensis
Sertularella sinensis is een hydroïdpoliep uit de familie Sertulariidae. De poliep komt uit het geslacht Sertularella. Sertularella sinensis werd in 1896 voor het eerst wetenschappelijk beschreven door Jäderholm. 